# رئيس مجلس العموم (المملكة المتحدة)
رئيس مجلس العموم (بالإنجليزية: Speaker of the House of Commons)‏ هو المدير الإداري وأعلى سلطة في مجلس العموم، وهو المجلس الأدنى والرئيسي في برلمان المملكة المتحدة.